# ادانکی
ادانکی (به انگلیسی: Addanki) در هند است که در آندرا پرادش واقع شده‌است.

## خصوصیات
ادانکی ۳۴٬۰۰۰ نفر جمعیت دارد.